# Gaston Thubé
Gaston Marie Thubé (Châteaubriant, Loira Atlàntic, 16 d'octubre de 1876 - París, 22 de juny de 1974) va ser un regatista francès que va competir a començaments del segle xx.
El 1912 va prendre part en els Jocs Olímpics d'Estocolm, on va guanyar la medalla d'or en la categoria de 6 metres del programa de vela. Thubé navegà a bord del Mac Miche junt als seus germans Amédée i Jacques Thubé.